# Saint-Étienne
Saint-Étienne je město na středovýchodě Francie, 60 kilometrů jihozápadně od Lyonu. Saint-Étienne se nachází ve Francouzském středohoří. Podle sčítání lidu z roku 2020 má město 174 082 obyvatel, v celé metropolitní oblasti však podle stejného zdroje žije 375 389 lidí. Velmi známý je místní fotbalový klub AS Saint-Étienne který vyhrál desetkrát francouzskou ligu.

## Geografie
Až do oblasti Saint-Étienne je v délce 322 km splavněna největší francouzská řeka Loira, množství vody však během roku silně kolísá od průtoku 25 až 10 000 m³/min.

## Historie
Saint-Étienne (sẽtẹtjen / sentétijen) se nazývá podle prvního křesťanského mučedníka Štěpána, který byl kolem roku 35 v Jeruzalémě ukamenován. Dříve těžba uhlí – město vyrostlo na dnes už vyčerpaných uhelných dolech. Město bylo známé výrobou zbraní, nožů, strojů, především textilních, a tkaním hedvábných stuh (hedvábnický průmysl). Průmysl hutnický, strojírenský, textilní – s doly se zavíraly i zbrojovky, továrny na bicykly a na textilní stroje. Průmysl optický. Výroba automobilů, pancéřovaných ploten. Kamenolomy. Pro tuto někdejší baštu francouzských komunistů nebylo snadné najít nové investice a vymanit se tak z hospodářské deprese.
Na přelomu 18. a 19. století, brzy po založení École Polytechnique v Paříži, následovala polytechnika v Saint-Étienne. Diecése byla založena až v roce 1970.

## Kultura
Město má řadu kvalitních muzeí a galerií: Museum of Modern Art, Museum Art & Industry, Museum the Mine, Museum of old Saint-Etienne, Les Ateliers et le Conservatoire des Meilleurs Ouvriers de France, Museum Urban Transport, Astronef, Planetarium, Mémorial de la Résistance et de la Déportation.
Musée d´art et d´Industrie přiblíží průmyslové pozadí města včetně vývoje Jacquardova revolučního textilního stavu. Rozlehlá moderní budova Musée de Beaux-Arts či Musée d´Art Moderne na severním okraji města je jedno z nejlepších muzeí výtvarného umění ve Francii, navržené od architekta Guicharda. Má staré umění, impresionisty, postimpresionisty, evropské umění 1900–1945, klasické moderní francouzské umění po roce 1945 a velkou kolekci soudobého amerického umění včetně Andy Warhola a Franka Stelly. Z dalších osobností moderního i současného umění jsou zastoupeni mj. Monet, Kupka, Braque, Picasso, Delaunay, Hartung, César, Dine, Judd, Merz, Dubuffet, Picabia, Ernst, Miró, Rodin, Calder, Léger, Soulages, Kandinský, Polke, Arp, Richier, Oldenbourg. Muzeum moderního umění figuruje mezi velkými institucemi národními a mezinárodními jako specializované v umění moderním a současném. Co do velikosti a významu druhá sbírka ve Francii pro umění moderní, s více než 15 000 výtvarnými díly (kresby, sochařská díla, zařízení interiéru), které prezentují umělce slavné a prestižní, stejně jako jsou ve sbírce důležitá základní fotografická díla (od Nadara do našich dnů). K tomu se připojuje sbírka 900 děl designu, jedna z nejvýznačnějších ve Francii, věnovaná pracím designérů a architektů, jako jsou Eames, Le Corbusier, Prouvé…
Z (post)moderních staveb posledního období lze uvést Cité de Design na Rue Javelin-Pagnon č. 3 pro město, departement a region jako objednatele. Architekty jsou LIN Finn Geipel a Julia Andi. 200 m dlouhý a plochý prosklený objekt (hala), kombinovaný s vylehčenou kovovou věží, byl vytvořen pro Design Biennale a poté pro potřeby École Supérieure d´Art et Design de Saint-Étienne. Dům je umístěn mezi Place d´Armes a areálem bývalé továrny. Skleněný plášť včetně střechy je kombinován z trojúhelníkových dílců v kovové nosné příhradové konstrukci v 11 různých modulech. Objekt má skvělé experimentální teplotní řešení pohlcující či transformující sluneční záření, řešen je v kombinaci s fotovoltaickými panely, využitím podzemního tepla a chlazení. 

### Historické jádro města
Mezi nejvýznamnější památky patří Place Boivin, tzv. dům Františka I. s renesanční výzdobou. Dalšími památkami jsou románský kostel Grand Église z 15.–19. století a farní kostel z 20. století povýšený na katedrálu Saint-Charles Borromée (svatého Karla Boromejského) v roce 1970.

## Vývoj počtu obyvatel
Počet obyvatel

## Školství
- EMLYON Business School

## Slavní rodáci
- Claude Charles Fauriel (1772–1844), francouzský filolog, historik a překladatel[3]
- Louis Hostin (1908–1998), francouzský reprezentant ve vzpírání, mistr Evropy a olympijský vítěz[4]
- Gilles Delion (* 1966), bývalý francouzský silniční cyklista[5]
- Willy Sagnol (* 1977), bývalý francouzský fotbalový obránce[6]
- Thierry Gueorgiou (* 1979), bývalý francouzský orientační běžec, čtrnáctinásobný mistr světa[7]
- Sylvain Armand (* 1980), bývalý francouzský fotbalový obránce[8]
- Aravane Rezaïová (* 1987), bývalá francouzská tenistka[9]

## Partnerská města
- Annaba, Alžírsko, 1981
- Banská Bystrica, Slovensko, 2006
- Ben Arous, Tunisko, 1994
- Coventry, Spojené království, 1955
- Des Moines, USA, 1984
- Ferrara, Itálie, 1960
- Fès, Maroko, 2006
- Geltendorf, Německo, 1966
- Granby, Kanada, 1960
- Katovice, Polsko, 1994
- Luhansk, Ukrajina, 1959
- Nazaret, Izrael, 1974
- Oeiras, Portugalsko, 1995
- Patras, Řecko, 1990
- Toamasina, Madagaskar, 1967
- Windsor, Kanada, 1963
- Wuppertal, Německo, 1960
- Sü-čou, Čína, 1984